# كانتورالي بن كانلي قوجا (كتاب داده قورقوت)

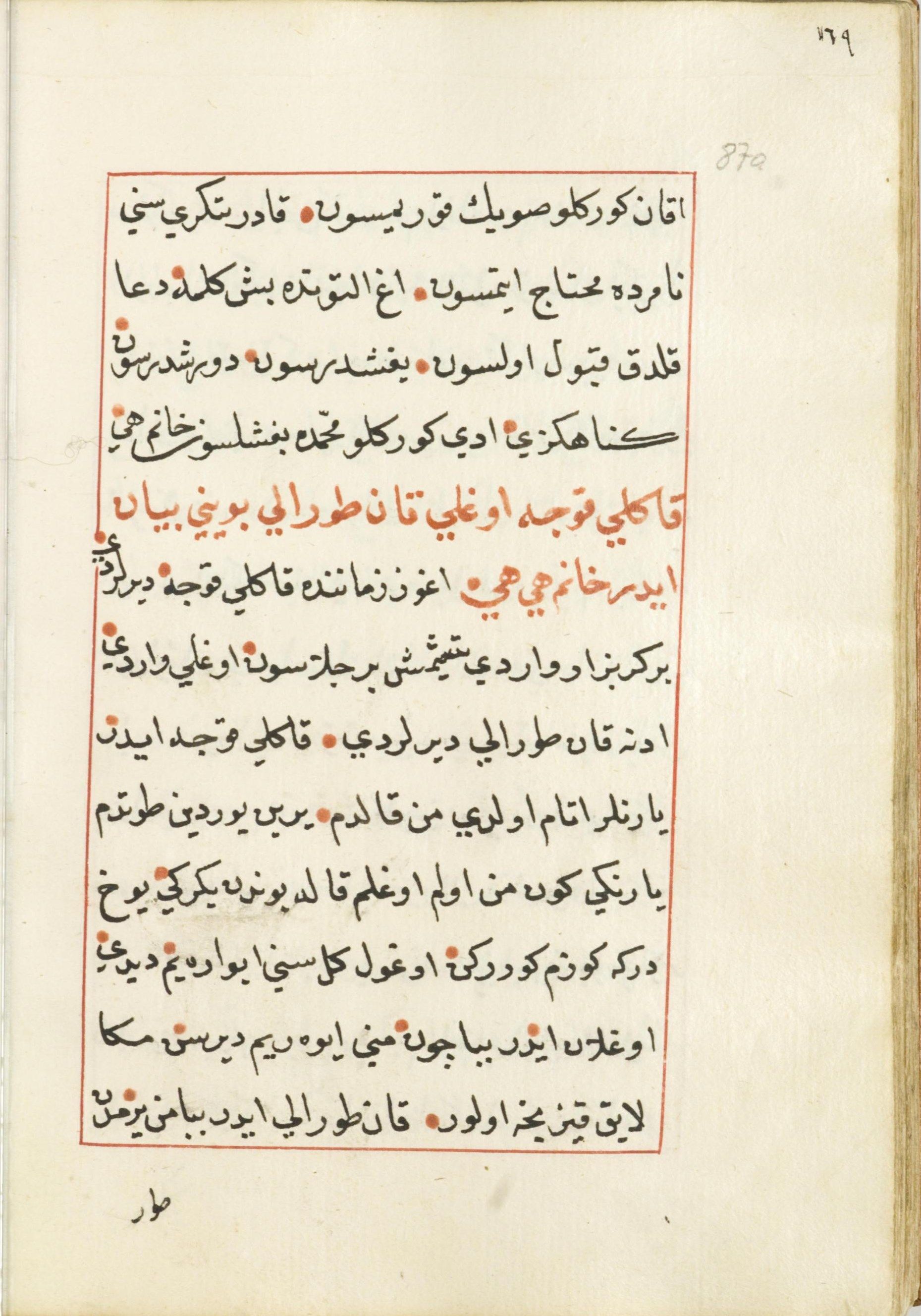

كانتورالي بن كانلي كوجا هي أسطورة من أساطير الأتراك وتمثل إحدى حكايات كتاب داده قورقوت.

## موضوعها
كان لكانلي كوجا ابن اسمه كانتورالي وكان كانلي كوجا يريد أن يزوجه، فأخبر الابن والده بالمواصفات التي يريدها في زوجته، فقال له الأب أنت لا تريد بنت بل تريد باسلة، فخرج كانتورالي وذهب يبحث عن هذه البنت في كل مكان، وأخبروه أن هناك بنت سيد طرابزوني بنفس المواصفات التي يريدها، لكنهم أخبروه أنه حتي يتزوج من هذه البنت فيجب عليه قتل ثلاثة وحوش، وضع كانتورالي الموت أمام عينه وأخذ يبحث عن المكان الذي توجد فيه الفتاة، وعندما علم أعدائه بسبب مجيئه أخذوه للداخل وخلعوا ثيابه وأطلقوا عليه ثور، وأثناء ذلك رأت البنت الشاب وأحبته، وقتل الشاب الثور، ثم فرش جلده أمام السيد وطلب بنته للزواج، ولكن هذه المرة أطلقوا عليه أسد فقتل الأسد أيضاً، وفرش جلده أمام السيد وطلب بنته للزواج، فقالوا له بعد أن يقتل جمل هذه المرة سوف نعطيك الفتاة، فقتل الجمل وأخذ السيدة سالجن وذهب، وبينما كان كان تورالي نائماً في قصر من القصور دخل عليه أعدائه وذهبوا أيضاً إلي المكان الذي يقيم فيه والده ووالدته، ضَرب كانتورالي وسالجن الأعداء وهزموهم،ثم ركبوا خيولهم وذهبوا إلي والده وأقاموا العُرس في خيمة.